# John Francis Mercer

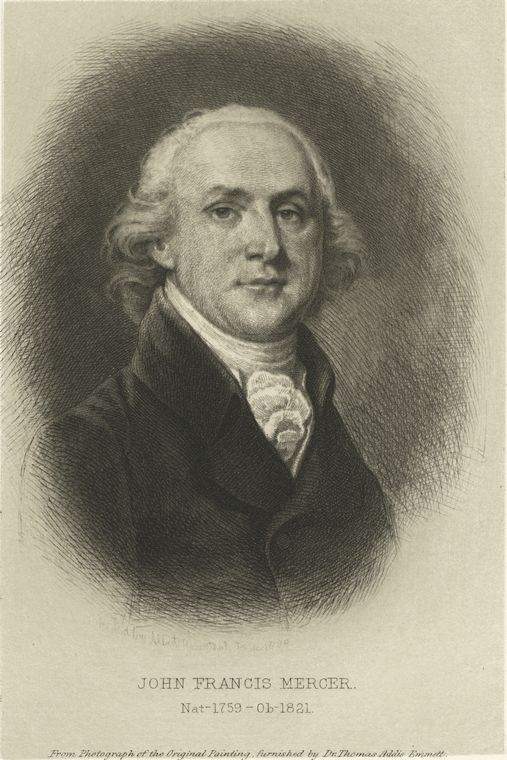
John Francis Mercer

John Francis Mercer (* 17. Mai 1759 im Stafford County, Colony of Virginia; † 30. August 1821 in Philadelphia, Pennsylvania) war ein US-amerikanischer Politiker und von 1801 bis 1803 Gouverneur des Bundesstaates Maryland, den er außerdem zwischen 1792 und 1794 im US-Repräsentantenhaus vertrat.

## Frühe Jahre und politischer Aufstieg
John Mercer war der jüngere Bruder von James Mercer (1736–1793). Dieser war Delegierter im Kontinentalkongress. Ein weiterer Bruder namens George Mercer (1733–1784) war ein britischer Offizier während  des Siebenjährigen Kriegs. Sein Vater war John Mercer (1704–1768). Sein Neffe war Charles F. Mercer (1778–1858), der Virginia im  US-Repräsentantenhaus vertrat. John Mercer besuchte bis 1775 das College of William & Mary, wo er sich mit James Monroe befreundete, mit dem zusammen er sich als Freiwilliger für die Kontinentalarmee meldete. Danach studierte er bei Thomas Jefferson Jura, der sein politischer Mentor werden sollte. Danach begann er in Williamsburg in seinem neuen Beruf als Rechtsanwalt zu arbeiten. Während des Unabhängigkeitskrieges stieg er vom Leutnant bis zum Colonel auf. Er war an mehreren Schlachten beteiligt und war zeitweise auch im Stab von General Charles Lee. Gleichzeitig mit diesem schied er aus der Kontinentalarmee aus, um der Miliz von Virginia beizutreten. Als Angehöriger dieser Truppe nahm er dann an der Belagerung von Yorktown teil.
Zwischen 1782 und 1785 war Mercer für seinen damaligen Staat Virginia im Kontinentalkongress. Er war Mitglied der Demokratisch-Republikanischen Partei von Thomas Jefferson. Danach verlegte er seinen Wohnsitz in das Anne Arundel County in Maryland. Im Jahr 1787 war er Mitglied der verfassungsgebenden Versammlung der Vereinigten Staaten. Er legte dieses Mandat aber vorzeitig nieder, weil er mit der geplanten Verfassung nicht einverstanden war. Im Jahr 1788 war er trotz seiner ablehnenden Haltung gegenüber der US-Verfassung Mitglied einer Versammlung, die ebendiese für Maryland ratifizierte. Im Jahr 1788, zwischen 1791 und 1792 sowie von 1800 bis 1801 saß er im Abgeordnetenhaus von Maryland, von 1792 bis 1794 war er Abgeordneter im US-Repräsentantenhaus in Washington.

## Gouverneur von Maryland
Am 9. November 1801 wurde er von der Legislative von Maryland zum neuen Gouverneur seines Staates gewählt. Nach einer Wiederwahl im Jahr 1802 konnte er zwischen dem 10. November 1801 und dem 15. November 1803 in diesem Amt bleiben. In dieser Zeit wurde in Maryland eine Reform des Wahlrechts durchgeführt. Unter anderem wurden die Verbindung des Wahlrechts mit dem Eigentumsrecht abgeschafft und die geheime Stimmabgabe eingeführt.
Im Jahr 1803 verzichtete Mercer auf eine weitere Kandidatur. Stattdessen wurde er wieder Abgeordneter im Staatsparlament. verblieb er zwischen 1803 und 1805. Danach zog er sich aus der Politik zurück. Er verbrachte seine letzten Lebensjahre auf seinem Anwesen Cedar Park. John Mercer starb im Jahr 1821 in Philadelphia. Mit seiner Frau Sophia Sprigg hatte er drei Kinder.
Nach ihm ist Mercer County in Missouri benannt.